# Rossija RTR

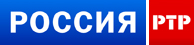
Logo von RTR Planeta seit 30. Mai 2010

Rossija RTR, vormals  RTR Planeta (russ. РТР Планета) ist ein staatlicher Fernsehsender Russlands, der im Ausland über Kabelfernsehen und Satellit ausgestrahlt wird. Rossija RTR ist seit Juni 2022 unter Sanktionen und nicht mehr in der EU empfangbar.
Rossija RTR strahlt ein Fernseh-Vollprogramm aus, das weitgehend identisch ist mit dem russischen Inlandssender Rossija 1, aber auch Elemente anderer russischer Fernsehsender (Rossija 2, Rossija K, Rossija 24) enthält. Auch ist er ebenso wie dieser im Besitz der staatliche Medienholding WGTRK.
RTR Planeta gilt ebenso wie der innerrussische Schwestersender als Teil der regierungstreuen Mehrheit der russischen Medienlandschaft.
Im April 2014 wurde der Sender in Litauen und Lettland für drei Monate verboten. Die lettische Rundfunkbehörde erklärte den Schritt damit, dass RTR Planeta während des russischen Kriegs in der Ukraine militärische Aktionen gegen einen souveränen Staat gerechtfertigt habe. Litauens Außenminister Linas Antanas Linkevičius sagte, dass der Sender journalistische Qualitätsstandards verletzt und zum Krieg und Hass aufgestachelt habe. Beispielsweise wurden Wladimir Schirinowskis Forderungen ausgestrahlt, russische Panzer in die Ukraine und nach Brüssel rollen zu lassen. Litauen ließ den Sender darüber hinaus im April 2015 und im Dezember 2016 für jeweils drei Monate verbieten. Die Europäische Kommission entschied in beiden Fällen, dass die von Litauen getroffenen Maßnahmen dem Unionsrecht entsprechen. Litauen habe nachweisen können, dass RTR Planeta gegen das Verbot der Aufstachelung zu Hass verstoßen habe. Der Sender habe versucht, Spannungen und Gewalt zwischen Ukrainern und Russen und auch gegenüber den EU- und NATO-Staaten, insbesondere gegenüber der Türkei, zu provozieren. Im Rahmen des 6. Sanktionspaketes der EU gegen die Russische Föderation als Antwort auf den  russischen Überfall auf die Ukraine wurde die Verbreitung von RTR Planeta und Rossija24 über den europäischen Satelliten Eutelsat Hot Bird 13E ab dem 3. Juni 2022 beendet, um die Verbreitung  von russischer Desinformation und Propaganda zu verhindern.